# 汽車まつり
汽車まつり（きしゃまつり）とは、岐阜県瑞穂市で行われる祭り（イベント）である。
「みずほ汽車まつり」「汽車祭り」とも言い、毎年8月第1土・日曜日、東海旅客鉄道（JR東海）東海道本線穂積駅南口、市役所駐車場を中心に行われる。

## 概要
1906年（明治39年）8月1日に国鉄東海道線に穂積駅が開業し、穂積町（現・瑞穂市）が発展したことを祝って、開業50周年となる1956年（昭和31年）から行われている。開催当初は旧国鉄職員による「鉄友会」によって行われていたが、現在は瑞穂市商工会が主催者となっている。
穂積駅から市役所までD51形蒸気機関車を模した山車を先頭に、様々な機関車、電車などの山車によるパレードが行われる。また、ミニSLの試乗ができる。
このほか、様々なステージイベントが行われ、多くの屋台で賑わう。メインステージ用には、地元の運送会社より大型トラックが毎年提供されている。